# Церква святого Казимира в Павовері
Церква святого Казимира — католицька церква в Павовері (Литва).
Заснована Гертрудою і Леоною Сороков, які були власницями маєтку, неподалік від церкви, дерев'яна церква була зведена в 1750 році. У 1850 році вона була реконструйована.
Церква побудована в класичному стилі, прямокутної форми, має дві ризниці.Перед входом пристроєний ґанок з чотирма колонами.
Поряд з церквою знаходиться двоповерхова дзвіниця. В дзвіниці знаходяться 3 дзвони датовані кінцем XVIII ст.
В середині церкви на емпорі знаходиться меморіальна дошка Юзефа Пілсудського,хрещення якого відбулося в цій церкві 15 грудня 1867 року.